# Rumours
Rumours is het elfde studioalbum van de Brits/Amerikaanse rockband Fleetwood Mac en het tweede album van de succesvolste line-up van de band, bestaande uit Mick Fleetwood, John McVie, Christine McVie, Lindsey Buckingham en Stevie Nicks. Dit legendarische album werd op  4 februari 1977 eerst in het Verenigd Koninkrijk en Ierland uitgegeven. In Nederland en België kwam het album op 26 februari van dat jaar in de winkels te liggen en stond het vervolgens tien weken bovenaan de albumlijsten. 
Van dit album kwamen de hits: "Go Your Own Way", "Don’t Stop", "Dreams" en "You Make Loving Fun". "The Chain" werd vooral bekend als achtergrondmuziek in sportprogramma’s van de BBC. Het is het eerste album (uitgezonderd verzamelalbums) waarvan zes nummers (de zojuist genoemde plus "Songbird") de sinds december 1999 jaarlijkse NPO Radio 2 Top 2000 van de Nederlandse publieke radiozender NPO Radio 2 haalden. In 2018 verbeterde Coldplay dit record door met zeven nummers van het album "A Rush of Blood to the Head" de lijst te halen, maar in 2020 was dit album van Fleetwood Mac weer hofleverancier met een record van zeven nummers.

## Bezetting
1. Mick Fleetwood: drums
2. John McVie: basgitaar
3. Lindsey Buckingham: zang, gitaar
4. Christine McVie: zang, keyboard
5. Stevie Nicks: zang

## Tracklist
| Nr. | Titel                  | Schrijver(s) | Duur |
| --- | ---------------------- | ------------ | ---- |
| 1.  | Second Hand News       | Buckingham   | 2:43 |
| 2.  | Dreams                 | Nicks        | 4:14 |
| 3.  | Never Going Back Again | Buckingham   | 2:02 |
| 4.  | Don’t Stop             | C. McVie     | 3:11 |
| 5.  | Go Your Own Way        | Buckingham   | 3:38 |
| 6.  | Songbird               | C. McVie     | 3:20 |

| Nr. | Titel                | Schrijver(s)                                     | Duur |
| --- | -------------------- | ------------------------------------------------ | ---- |
| 7.  | The Chain            | Buckingham, Fleetwood, C. McVie, J. McVie, Nicks | 4:28 |
| 8.  | You Make Loving Fun  | C. McVie                                         | 3:31 |
| 9.  | I Don’t Want to Know | Nicks                                            | 3:11 |
| 10. | Oh Daddy             | C. McVie                                         | 3:54 |
| 11. | Gold Dust Woman      | Nicks                                            | 4:51 |

## Hitnoteringen

### NederlandseAlbum Top 100
| Hitnotering: (Week 1 t/m 69) 26-02-1977 t/m 17-06-1978 Hitnotering: (Week 70 t/m 78) 26-07-1997 t/m 20-09-1997 Hitnotering: (Week 79 t/m 87) 19-02-2000 t/m 15-04-2000 Hitnotering: (Week 88 t/m 104) 20-01-2001 t/m 12-05-2001 | Hitnotering: (Week 1 t/m 69) 26-02-1977 t/m 17-06-1978 Hitnotering: (Week 70 t/m 78) 26-07-1997 t/m 20-09-1997 Hitnotering: (Week 79 t/m 87) 19-02-2000 t/m 15-04-2000 Hitnotering: (Week 88 t/m 104) 20-01-2001 t/m 12-05-2001 | Hitnotering: (Week 1 t/m 69) 26-02-1977 t/m 17-06-1978 Hitnotering: (Week 70 t/m 78) 26-07-1997 t/m 20-09-1997 Hitnotering: (Week 79 t/m 87) 19-02-2000 t/m 15-04-2000 Hitnotering: (Week 88 t/m 104) 20-01-2001 t/m 12-05-2001 | Hitnotering: (Week 1 t/m 69) 26-02-1977 t/m 17-06-1978 Hitnotering: (Week 70 t/m 78) 26-07-1997 t/m 20-09-1997 Hitnotering: (Week 79 t/m 87) 19-02-2000 t/m 15-04-2000 Hitnotering: (Week 88 t/m 104) 20-01-2001 t/m 12-05-2001 | Hitnotering: (Week 1 t/m 69) 26-02-1977 t/m 17-06-1978 Hitnotering: (Week 70 t/m 78) 26-07-1997 t/m 20-09-1997 Hitnotering: (Week 79 t/m 87) 19-02-2000 t/m 15-04-2000 Hitnotering: (Week 88 t/m 104) 20-01-2001 t/m 12-05-2001 | Hitnotering: (Week 1 t/m 69) 26-02-1977 t/m 17-06-1978 Hitnotering: (Week 70 t/m 78) 26-07-1997 t/m 20-09-1997 Hitnotering: (Week 79 t/m 87) 19-02-2000 t/m 15-04-2000 Hitnotering: (Week 88 t/m 104) 20-01-2001 t/m 12-05-2001 | Hitnotering: (Week 1 t/m 69) 26-02-1977 t/m 17-06-1978 Hitnotering: (Week 70 t/m 78) 26-07-1997 t/m 20-09-1997 Hitnotering: (Week 79 t/m 87) 19-02-2000 t/m 15-04-2000 Hitnotering: (Week 88 t/m 104) 20-01-2001 t/m 12-05-2001 | Hitnotering: (Week 1 t/m 69) 26-02-1977 t/m 17-06-1978 Hitnotering: (Week 70 t/m 78) 26-07-1997 t/m 20-09-1997 Hitnotering: (Week 79 t/m 87) 19-02-2000 t/m 15-04-2000 Hitnotering: (Week 88 t/m 104) 20-01-2001 t/m 12-05-2001 | Hitnotering: (Week 1 t/m 69) 26-02-1977 t/m 17-06-1978 Hitnotering: (Week 70 t/m 78) 26-07-1997 t/m 20-09-1997 Hitnotering: (Week 79 t/m 87) 19-02-2000 t/m 15-04-2000 Hitnotering: (Week 88 t/m 104) 20-01-2001 t/m 12-05-2001 | Hitnotering: (Week 1 t/m 69) 26-02-1977 t/m 17-06-1978 Hitnotering: (Week 70 t/m 78) 26-07-1997 t/m 20-09-1997 Hitnotering: (Week 79 t/m 87) 19-02-2000 t/m 15-04-2000 Hitnotering: (Week 88 t/m 104) 20-01-2001 t/m 12-05-2001 | Hitnotering: (Week 1 t/m 69) 26-02-1977 t/m 17-06-1978 Hitnotering: (Week 70 t/m 78) 26-07-1997 t/m 20-09-1997 Hitnotering: (Week 79 t/m 87) 19-02-2000 t/m 15-04-2000 Hitnotering: (Week 88 t/m 104) 20-01-2001 t/m 12-05-2001 | Hitnotering: (Week 1 t/m 69) 26-02-1977 t/m 17-06-1978 Hitnotering: (Week 70 t/m 78) 26-07-1997 t/m 20-09-1997 Hitnotering: (Week 79 t/m 87) 19-02-2000 t/m 15-04-2000 Hitnotering: (Week 88 t/m 104) 20-01-2001 t/m 12-05-2001 | Hitnotering: (Week 1 t/m 69) 26-02-1977 t/m 17-06-1978 Hitnotering: (Week 70 t/m 78) 26-07-1997 t/m 20-09-1997 Hitnotering: (Week 79 t/m 87) 19-02-2000 t/m 15-04-2000 Hitnotering: (Week 88 t/m 104) 20-01-2001 t/m 12-05-2001 | Hitnotering: (Week 1 t/m 69) 26-02-1977 t/m 17-06-1978 Hitnotering: (Week 70 t/m 78) 26-07-1997 t/m 20-09-1997 Hitnotering: (Week 79 t/m 87) 19-02-2000 t/m 15-04-2000 Hitnotering: (Week 88 t/m 104) 20-01-2001 t/m 12-05-2001 | Hitnotering: (Week 1 t/m 69) 26-02-1977 t/m 17-06-1978 Hitnotering: (Week 70 t/m 78) 26-07-1997 t/m 20-09-1997 Hitnotering: (Week 79 t/m 87) 19-02-2000 t/m 15-04-2000 Hitnotering: (Week 88 t/m 104) 20-01-2001 t/m 12-05-2001 | Hitnotering: (Week 1 t/m 69) 26-02-1977 t/m 17-06-1978 Hitnotering: (Week 70 t/m 78) 26-07-1997 t/m 20-09-1997 Hitnotering: (Week 79 t/m 87) 19-02-2000 t/m 15-04-2000 Hitnotering: (Week 88 t/m 104) 20-01-2001 t/m 12-05-2001 | Hitnotering: (Week 1 t/m 69) 26-02-1977 t/m 17-06-1978 Hitnotering: (Week 70 t/m 78) 26-07-1997 t/m 20-09-1997 Hitnotering: (Week 79 t/m 87) 19-02-2000 t/m 15-04-2000 Hitnotering: (Week 88 t/m 104) 20-01-2001 t/m 12-05-2001 | Hitnotering: (Week 1 t/m 69) 26-02-1977 t/m 17-06-1978 Hitnotering: (Week 70 t/m 78) 26-07-1997 t/m 20-09-1997 Hitnotering: (Week 79 t/m 87) 19-02-2000 t/m 15-04-2000 Hitnotering: (Week 88 t/m 104) 20-01-2001 t/m 12-05-2001 | Hitnotering: (Week 1 t/m 69) 26-02-1977 t/m 17-06-1978 Hitnotering: (Week 70 t/m 78) 26-07-1997 t/m 20-09-1997 Hitnotering: (Week 79 t/m 87) 19-02-2000 t/m 15-04-2000 Hitnotering: (Week 88 t/m 104) 20-01-2001 t/m 12-05-2001 |
| Week: | 1 | 2 | 3 | 4 | 5 | 6 | 7 | 8 | 9 | 10 | 11 | 12 | 13 | 14 | 15 | 16 | 17 | 18 |
| --- | --- | --- | --- | --- | --- | --- | --- | --- | --- | --- | --- | --- | --- | --- | --- | --- | --- | --- |
| Positie: | 28 | 13 | 9 | 4 | 3 | 1 | 1 | 1 | 1 | 1 | 1 | 1 | 1 | 1 | 1 | 2 | 2 | 2 |
| Week: | 19 | 20 | 21 | 22 | 23 | 24 | 25 | 26 | 27 | 28 | 29 | 30 | 31 | 32 | 33 | 34 | 35 | 36 |
| Positie: | 2 | 3 | 3 | 4 | 4 | 6 | 8 | 13 | 13 | 19 | 22 | 22 | 29 | 21 | 21 | 14 | 16 | 15 |
| Week: | 37 | 38 | 39 | 40 | 41 | 42 | 43 | 44 | 45 | 46 | 47 | 48 | 49 | 50 | 51 | 52 | 53 | 54 |
| Positie: | 16 | 18 | 25 | 28 | 37 | 28 | 39 | 23 | 28 | 23 | 21 | 22 | 23 | 17 | 15 | 11 | 8 | 8 |
| Week: | 55 | 56 | 57 | 58 | 59 | 60 | 61 | 62 | 63 | 64 | 65 | 66 | 67 | 68 | 69 | | 70 | 71 |
| Positie: | 8 | 14 | 14 | 16 | 19 | 19 | 19 | 22 | 19 | 29 | 30 | 35 | 39 | 45 | 49 | uit | 69 | 43 |
| Week: | 72 | 73 | 74 | 75 | 76 | 77 | 78 | | 79 | 80 | 81 | 82 | 83 | 84 | 85 | 86 | 87 | |
| Positie: | 41 | 41 | 71 | 73 | 82 | 89 | 92 | uit | 39 | 35 | 43 | 52 | 59 | 61 | 63 | 62 | 84 | uit |
| Week: | 88 | 89 | 90 | 91 | 92 | 93 | 94 | 95 | 96 | 97 | 98 | 99 | 100 | 101 | 102 | 103 | 104 | |
| Positie: | 63 | 54 | 58 | 62 | 50 | 46 | 52 | 57 | 78 | 87 | 92 | 88 | 100 | 86 | 88 | 93 | 99 | uit |

In 2013 kwam de “Rumours - 35th Anniversary Deluxe Edition Box” uit. Deze stond 7 weken in de lijst, met een 7e plaats als hoogste notering.